# آنا بورنس
آنا بورنس (بالإنجليزية: Anna Burns)‏‏ (1962 في بلفاست - ) روائية، وكاتِبة من المملكة المتحدة.

## الجوائز
- جائزة بوكر الأدبية[7]
- الجائزة التذكارية لوينفريد هولتبي [الإنجليزية]‏

## روابط خارجية
- آنا بورنس على موقع مونزينجر (الألمانية)